# Кузьменко, Михаил Васильевич
Михаи́л Васи́льевич Кузьме́нко (9 ноября 1915, село Широкое, теперь Солонянского района Днепропетровской области — 1992) — советский учёный, председатель президиума Южного отделения ВАСХНИЛ. Депутат Верховного Совета УССР 9-го созыва. Член ЦК КПУ в 1976—1981 г. кандидат сельскохозяйственных наук (1959), член-корреспондент ВАСХНИЛ (1972).

## Биография
Образование высшее. Закончил Краснодарский институт виноградарства и виноделия РСФСР.
В 1939—1941 г. — заведующий отделом селекции зерновых культур Весело-Подолянской опытно-селекционной станции Полтавской области.
Член ВКП(б) с 1940 года.
В 1941—1942 г. — агроном
ом-семеновод семеноводческого отделения Бийской опытно-селекционной станции Зонального района Алтайского края РСФСР.
В 1942—1943 г. — заведующий Киргизским опытно-селекционным пунктом Всесоюзного научно-исследовательского института сахарной промышленности Киргизской ССР.
В 1943—1956 г. — директор Весело-Подолянской опытно-селекционной станции Полтавской области.
В 1956—1961 г. — директор Полтавской областной государственной сельскохозяйственной опытной станции.
В 1961—1962 г. — 1-й заместитель председателя исполнительного комитета Полтавского областного совета депутатов трудящихся.
В 1962—1965 г. — заместитель министра производства и заготовок сельскохозяйственных продуктов Украинской ССР.
В 1965—1967 г. — заместитель министра сельского хозяйства Украинской ССР. В 1967—1972 г. — 1-й заместитель министра сельского хозяйства Украинской ССР.
В 1972—1979 г. — председатель президиума Южного отделения ВАСХНИЛ, вице-президент Всесоюзной академии сельскохозяйственных наук имени Ленина (ВАСХНИЛ).
С 1979 г. — научный сотрудник кафедры селекции и семеноводства Украинской сельскохозяйственной академии.
Известный ученый в области селекции и семеноводства зерновых культур. Автор методики создания усовершенствованных сортов озимой пшеницы.

## Награды
- два ордена Ленина
- два ордена Трудового Красного Знамени
- орден Октябрьской Революции
- орден Знак Почета
- ордена
- медали